# Savudrija
Savudrija (Italiaans: Salvore) is een klein vissersdorp in Kroatische provincie Istrië in de gemeente Umag. Savudrija is gelegen aan de kust van de Adriatische Zee, 7 km ten noorden van Umag.

## Historie
Savudrija dateert uit 1177. Uit deze tijd stamt de eerste kerk van de apostel Johannes.
In 1870 werd de huidige kerk gerestaureerd, waarbij de zijbeuken zijn verwijderd.
In Savudrija staat ook het Grazer Anna Kinderspitaal uit 1908, dat is gebouwd door de Oostenrijkse stad Graz voor de kinderen uit de regio van Graz, later ook voor de kinderen uit heel Oostenrijk.

## Landschap

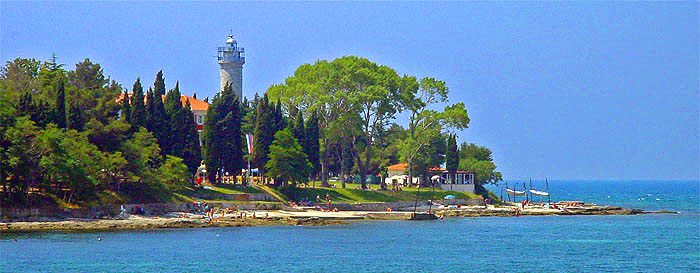
Savudrija

Savudrija kenmerkt zich door haar, langzaam in zee aflopende, rechthoekige rotsen met daarbij de stranden (waaronder ook een naturistenstrand) en de grote dennenbossen.

## Toerisme
Verscheidene soorten accommodaties bevinden zich hier zoals campings, kamers bij particulieren, appartementen en hotels.

## Festivals
De laatste dagen van juli is hier het folkfestival ter ere van Maria Magdalena en in augustus de Savudrija Nights.
Plaatsen in Istrië: Banjole · Bertoki · Buje · Buzet · Fažana · Hum · Izola · Jagodje · Koper · Koromačno · Labin · Lucija · Medulin · Motovun · Muggia · Novigrad · Pazin · Peroj · Piran · Portorož · Poreč · Premantura ·  Pula · Rabac Luka · Ravni · Roč · Rovinj · Savudrija · Škocjan · Stalije · Štinjan · Trget · Umag · Višnjan · Vodnjan · Vrsar
Taal in Istrië: Čakavisch · Istriotisch · Istro-Roemeens · Italiaans · Sloveens · Kroatisch · Venetiaans
Andere artikelen over Istrië: Golf van Triëst · Istrische Democratische Assemblee · Italianisering · Baai van Koper · Baai van Muggia · Baai van Piran · Kvarner · Lim · Mario Andretti · Nino Benvenuti · Sergio Endrigo · Učka